# Occidryas spaldingi
Occidryas spaldingi är en fjärilsart som beskrevs av Gunder 1928. Occidryas spaldingi ingår i släktet Occidryas och familjen praktfjärilar. Inga underarter finns listade i Catalogue of Life.